# 저글러스
《저글러스》는 2017년 12월 4일부터 2018년 1월 23일까지 KBS 2TV에서 방송된 월화드라마이다.

## 줄거리
신이 내린 처세술과 친화력으로 프로서포터 인생을 살아온 여자와 타인의 관심과 관계를 전면 거부하는 철벽형 남자가 비서와 보스로 만나 펼치는 관계역전 로맨스 드라마.

## 등장인물

### 주요 인물
- 백진희 : 좌윤이(29세) 역 - YB 영상사업부, 남치원 상무의 비서, 저글러스 5년차
- 최다니엘 : 남치원(36세) 역 (아역 : 조용진, 이우주) - YB 영상사업부 상무, 윤이의 보스
- 강혜정 : 왕정애(37세) 역 - YB 스포츠사업부, 황보율 이사의 비서, 15년차 전업주부 겸 신입 저글러스
- 이원근 : 황보율(28세) 역 - YB 스포츠사업부 이사, YB그룹이 내놓은 왕자
- 차주영 : 마보나(29세) 역 - YB 광고기획부 전무의 비서, 저글러스 7년차
- 정혜인 : 박경례(29세) 역 - 사내 커피숍 매니저, 왕년의 저글러스
- 인교진 : 조상무(44세) 역 - YB 광고기획부 전무, 보나의 보스
- 김창완 : 도태근(61세) 역 - YB애드 부사장, 치원의 후견인

### 영상사업부
- 정성호 : 공유(42세) 역 - 제작부장
- 정수영 : 문순영(34세) 역 - 관리팀 대리
- 김기방 : 박치수(33세) 역 - 대리
- 민진웅 : 우창수(32세) 역 - 영상사업부 경력직 신입, 윤이의 전 남자친구
- 송지호 : 고명석(28세) 역 - 사원
- 김라희 : 심혜진 역

### 스포츠사업부
- 차순배 : 백순배(45세) 역 - 부장
- 박경혜 : 구계영(30세) 역 - 대리
- 신민경 : 고시원(26세) 역 - 주임
- 김세린 : 주판미(22세) 역 - 서무

### 주변 인물
- 홍경 : 좌태이(21세) 역 - 윤이의 동생
- 이지하 : 강순덕(54세) 역 - 윤이의 어머니
- 최대철 : 봉장우 상무 역
- 정준원 : 박건우 역 - 왕정애의 아들

### 그 외 인물
- 김수연 : 왕미애 역 - 왕정애의 동생[1]
- 문지후 : 민들레 역
- 서은우 : 도도희 역 - 남치원의 전 부인, 도태근의 딸
- 이문수
- 최범호
- 김학선
- 주새벽
- 정호
- 민대식 : 남치원의 삼촌 역
- 옥주리
- 최영
- 송요셉
- 신원우
- 유일한
- 송인섭
- 한여울
- 차상미
- 윤복성
- 정인태
- 정석규
- 강동엽
- 소준형
- 박영훈
- 이창
- 이현욱 : 유인상 역
- 엄태린
- 김수연
- 오진하
- 김지은
- 정인태
- 유재훈
- 이혜은
- 조성훈
- 손희순
- 김진옥
- 김성영
- 홍원표
- 김대화
- 이학민
- 정종우

### 특별출연
- 성훈 : 이경준 역
- 황승언 : 강 비서 역
- 알베르토 몬디 : 헨리 역
- 정영주 : 박행자 역 - 봉장우의 아내
- 최여진 : 사장 비서 역
- 유지태 : 최강우 역 - 보험조사원
- 전석호 : 박준표 역 - 왕정애의 남편

## 촬영지
- 국립현대미술관 서울관
- 성산대교
- 남산공원 - 삼순이 계단
- 핫더스팟 여의도점
- 아침고요수목원

## 시청률
최저 시청률과 최고 시청률은 시청률 조사회사와 지역별로 시청률에 차이가 있을 수 있습니다.
| 2017년 | 2017년    | 2017년                                                         | 2017년         | 2017년       | 2017년         | 2017년       |
| 회차   | 방송일    | 부제                                                           | TNmS 시청률    | TNmS 시청률  | AGB 시청률     | AGB 시청률   |
| 회차   | 방송일    | 부제                                                           | 대한민국(전국) | 서울(수도권) | 대한민국(전국) | 서울(수도권) |
| ------ | --------- | -------------------------------------------------------------- | -------------- | ------------ | -------------- | ------------ |
| 제1회  | 12월 4일  | 어디선가 보스에게 무슨 일이 생기면 반드시 나타나는... 저글러스 | 5.4%           | 5.9%         | 5.6%           | 6.1%         |
| 제2회  | 12월 5일  | 짝 잃은 구두는 버려져야 마땅한 것을...                         | 6.5%           | 6.4%         | 7.0%           | 6.9%         |
| 제3회  | 12월 11일 | 없었던 일로 하기엔 너무나 있었던 일                            | 5.0%           | 5.7%         | 6.8%           | 7.6%         |
| 제4회  | 12월 12일 | 인생 역전                                                      | 7.8%           | 8.3%         | 8.0%           | 7.8%         |
| 제5회  | 12월 18일 | 당신이 무엇을 원하든 나는 그것을 줄 수 없습니다                | 6.1%           | 6.9%         | 6.4%           | 7.2%         |
| 제6회  | 12월 19일 | 악연의 뫼비우스                                                | 7.3%           | 7.4%         | 9.1%           | 9.3%         |
| 제7회  | 12월 25일 | 믿는다는 것... 이해한다는 것                                   | 7.0%           | 6.8%         | 7.7%           | 7.4%         |
| 제8회  | 12월 26일 | 마음이 마음대로 되지 않아요...                                 | 8.3%           | 8.7%         | 9.9%           | 9.6%         |
| 2018년 |           |                                                                |                |              |                |              |
| 제9회  | 1월 1일   | 갑돌이와 갑순이는 안 그런 척 해더래요                          | 7.3%           | 7.4%         | 8.1%           | 8.2%         |
| 제10회 | 1월 2일   | 있잖아요 비밀이에요                                            | 9.5%           | 9.6%         | 9.4%           | 9.4%         |
| 제11회 | 1월 8일   | 과거는 정말 아무런 힘이 없나요?                                | 6.7%           | 7.4%         | 7.0%           | 7.7%         |
| 제12회 | 1월 9일   | 방심하지마 영원한 비밀은 없으니깐                              | 7.6%           | 7.9%         | 8.5%           | 8.8%         |
| 제13회 | 1월 15일  | 가까이 올 거면 더 가까이 떨어질 거면 더 멀리...                | 6.3%           | 6.4%         | 7.1%           | 7.1%         |
| 제14회 | 1월 16일  | 잠시 그리운 거라면...                                          | 7.0%           | 7.5%         | 8.6%           | 8.3%         |
| 제15회 | 1월 22일  | 당신이 떠난 자리는 언제나 당신 것이죠.                         | 8.1%           | 8.5%         | 8.2%           | 7.8%         |
| 제16회 | 1월 23일  | 우리는 무엇을 원하든... 그것을 꼭 가질 수 있습니다.            | 9.0%           | 9.2%         | 9.1%           | 9.0%         |

## 수상 경력
- 2018년 《KBS 연기대상》 미니시리즈 부문 남자 우수상 (최다니엘)
- 2018년 《KBS 연기대상》 미니시리즈 부문 여자 우수상 (백진희)
- 2018년 《KBS 연기대상》 남자 조연상 (인교진)

## 동시간대 드라마
- MBC 월화드라마

《투깝스》 (2017년 11월 27일 ~ 2018년 1월 16일)
《하얀거탑》 (2018년 1월 22일 ~ 2018년 3월 15일)
- SBS 월화드라마

《의문의 일승》 (2017년 11월 27일 ~ 2018년 1월 30일)

## 같이 보기
- 대한민국의 텔레비전 드라마 목록 (ㅈ)
- 2017년 대한민국의 텔레비전 드라마 목록